# Wildlife (film)
Wildlife è un film del 2018 scritto e diretto da Paul Dano, al suo esordio alla regia.
Il film è basato sul romanzo Incendi (Wildlife) di Richard Ford.

## Trama
Il quattordicenne Joe Brinson è testimone del naufragio del matrimonio dei suoi genitori, Jeanette e Jerry, una casalinga e un giardiniere in un club di golf, in una cittadina del Montana degli anni '60. Sul vicino confine canadese infuria un incontrollato incendio boschivo e Jerry decide di unirsi ai volontari per fronteggiare il fuoco, lasciando da soli moglie e figlio. Joe si vede improvvisamente costretto a diventare adulto per aiutare la madre, che nel frattempo ha trovato l'amore tra le braccia di un altro uomo.

## Distribuzione
Il film è stato presentato in anteprima nella sezione U.S. Dramatic del Sundance Film Festival 2018 il 20 gennaio. È stato presentato anche al 71º Festival di Cannes il 9 maggio 2018, durante la Settimana internazionale della critica, e al Toronto International Film Festival il 6 settembre, nella sezione Special Presentations.
È stato distribuito nelle sale cinematografiche statunitensi da IFC Films a partire dal 19 ottobre 2018. Fu inoltre tra le pellicole candidate al 36º Torino Film Festival dello stesso anno.

## Riconoscimenti
- 2018 - Festival di Cannes
  - Candidatura per la Caméra d'or a Paul Dano
- 2018 - Sundance Film Festival
  - Candidatura per il Gran premio della giuria: U.S. Dramatic a Paul Dano
- 2018 - Toronto International Film Festival
  - Candidatura per il Premio del pubblico: Special Presentations a Paul Dano
- 2018 - Torino Film Festival[9]
  - Miglior film